# Anglais hongkongais
L'anglais hongkongais est la langue anglaise telle qu'elle est utilisée à Hong Kong. La variante est soit une langue d'apprentissage soit une variante émergente, principalement un résultat de l'histoire du territoire britannique d'outre-mer de Hong Kong et de l'influence des locuteurs cantonais natifs. 

## Contexte
L'anglais est l'une des langues officielles de Hong Kong et est largement utilisé au sein du gouvernement, des milieux universitaires, des entreprises et des tribunaux. À Hong Kong, tous les panneaux routiers et gouvernementaux sont bilingues. L'anglais est ce qui a distingué[Quand ?] ceux qui parlaient anglais ou apprenaient l'anglais, qui étaient considérés comme l'élite, ceux qui pouvaient apprendre l'anglais étant considéré comme faisant partie des classes supérieures. 
Depuis la passation, l'anglais à Hong Kong reste principalement une deuxième langue, contrairement à Singapour où l'anglais est en passe de devenir une langue première. La baisse de la maîtrise de l'anglais des professeurs d'anglais locaux a fait l'objet de critiques. La proportion de la population de Hong Kong qui déclare utiliser l'anglais (c'est-à-dire toutes les formes) comme « langue parlée habituelle » est passée de 2,8% en 2006 à 4,3% en 2016, avec 41,9% et 48,9% supplémentaires respectivement, déclarant être capable de parler une forme de la langue. 